# Mellicta menetriesi
Mellicta menetriesi är en fjärilsart som beskrevs av Caradja 1895. Mellicta menetriesi ingår i släktet Mellicta och familjen praktfjärilar. Inga underarter finns listade i Catalogue of Life.